# A Biscuit-pataki erdőtüzekkel kapcsolatos publikációs vita
A Biscuit-pataki erdőtüzekkel kapcsolatos publikációs vita az Amerikai Egyesült Államokban 2006 januárjában zajló kutatói és politikai nézeteltérés volt az Oregoni Állami Egyetem hallgatója által írt „Post-wildfire logging hinders regeneration and increases fire risk” (Az erdőtüzek utáni fakitermelés akadályozza a regenerációt és növeli a tűzveszélyt) című, a Science által közzétett cikkel kapcsolatban. Az USA erdőszolgálata, valamint az Oregoni Állami Egyetem Erdészeti Főiskolájának hat oktatója tartalmi hiányosságokra hivatkozva kérte a lapot, hogy válaszuk megfogalmazásáig ne közölje a cikket, vagy tegye közzé aggályaikat is. A Science ezt elutasította, a cikk pedig a 2006. január 20-ai számban megjelent (online már a panasz előtt olvasható volt).

## A Science cikke
A Dan Donato és mások által írt cikk az erdészet és a Bush-kormány azon álláspontját kérdőjelezte meg, miszerint a 2002-es Biscuit-pataki erdőtüzeket követően az erdő regenerálódását segíti az elégett fák kitermelése. Az elégett és kitermelt fákat az érintetlenül hagyott elégettekhez hasonlítva rámutattak, hogy utóbbiakon több rügy található; szerintük ennek a kitermeléssel járó talajszennyezéshez lehet köze, valamint a megemelt talajszint további tüzeket okozhat.

## Politikai motiváció
Az incidens rávilágított az erdészet átpolitizáltságára. Az oktatók levelének napvilágra kerülését követően sokan bírálták a főiskolát, valamint az oktatói szabadság sérüléséről beszéltek. Többen kritizálták az intézményt azért, mert forrásainak 10%-a a fakitermelési adókból származik és több oktatója is az erdőszolgálatnál, valamint a faiparban dolgozik. A főiskola védői szerint az iparági támogatások léte megszokott. Hal Salwasser, az erdészeti főiskola dékánja bizalmatlansági szavazást kezdeményezett maga ellen, valamint elnézést kért az eset miatt (azért viszont nem, hogy a környezetvédőket bolondnak nevezte), továbbá kijelentette, hogy az OSU kiáll az oktatói szabadság mellett.
John Sessions, a panaszlevél szerzője szerint a kollegiális lektorálás során hibát vétettek, és észrevételeit a Science vezetőségének is megírná. Donald Kennedy, a lap főszerkesztője a The Oregoniannek azt nyilatkozta, hogy ostobaság lenne azzal érvelni, hogy a döntésnél nem vették figyelembe az esetleges politikai visszhangot, azonban a cikk önmagában is megjelenhetett volna.

## Kutatási tevékenység
A Science 2006. augusztus 4-ei számában közölték az OSU oktatói, Brian Baird képviselő, valamint Donato és társainak válaszát. Az Evergreen Magazine erdészeti lap teljes száma az esetről szólt.
Később két publikáció is részben alátámasztotta Donatóék felfedezéseit. A Siskiyou régióban az erdőtüzeket követően a fenyők az ültetett erdőkhöz képest lassabban, de növekedésnek indultak. Jonathan R. Thompson és kollégái szerint a Biscuit-pataki erdőtüzekben az 1987-ben kitermelt területeken a tüzek jóval súlyosabb károkat okoztak.

## Fordítás
- Ez a szócikk részben vagy egészben  a   Biscuit Fire publication controversy című angol Wikipédia-szócikk ezen változatának fordításán alapul.  Az eredeti cikk szerkesztőit annak laptörténete sorolja fel. Ez a jelzés csupán a megfogalmazás eredetét és a szerzői jogokat jelzi, nem szolgál a cikkben szereplő információk forrásmegjelöléseként.